# ماك أليسون
ماك أليسون (بالإنجليزية: Mack Allison)‏ هو لاعب كرة قاعدة أمريكي، ولد في 23 يناير 1887 في أوينسبورو في الولايات المتحدة، وتوفي في 13 مارس 1964 في ماونت فيرنون في الولايات المتحدة.

## وصلات خارجية
- ماك أليسون على موقع دوري كرة القاعدة الرئيسي (الإنجليزية)
- ماك أليسون على موقعبيزبول رفرنس.كوم (الدوري الرئيسي) (الإنجليزية)
- ماك أليسون على موقعبيزبول رفرنس.كوم (الدوري الثانوي) (الإنجليزية)
- ماك أليسون على موقع مشجعي الرسوم البيانية (الإنجليزية)